# Thành phố Brisbane
Thành phố Brisbane là thủ phủ cũng như là thành phố đông dân nhất của bang Queensland, Australia. Thành phố Brisbane thuộc quận Stanley, và cũng là thành phố lớn nhất ở đây. Không giống như LGAs ở các thủ đô khác của đại lục (Sydney, Melbourne, Perth và Adelaide), tại đây chỉ tập trung đa số các trung tâm thương mại và các khu vực nội thành của các thành phố đó. Thành phố Brisbane chiếm một phần diện tích đáng kể của vùng đô thị Brisbane, với tổng dân số chiếm gần một nửa dân số của cả khu vực . Thành phố Brisbane là LGA Úc đầu tiên đạt dân số hơn một triệu người. Dân số của tại đây gần tương đương với dân số Tasmania, Lãnh thổ của thủ đô Úc và Lãnh thổ các vùng phía Bắc cộng lại. Trong năm 2015 - 2016, ngân sách chi tiêu được phân bổ tại đây đạt hơn 3 tỷ đô la, cho đến nay đó cũng là ngân sách lớn nhất của bất kỳ LGA nào tại Úc.
Lịch sử địa lý của thành phố này bắt nguồn từ các cuộc sáp nhập thành phố, thị trấn vào năm 1925. Các văn phòng chính, thư viện, trung tâm của hành chính của thành phố đặt tại số 266 Phố George, còn được gọi là Quảng trường Brisbane. Thành phố này được đặt tên theo Sir Thomas Brisbane là Thống đốc New South Wales từ năm 1821–1825. Theo lệnh của ông, vùng đất ban đầu hình thành từ khu thuộc địa dành cho những người tù nhân khổ sai vào năm 1824 tại Redcliffe, cách đó 28 km về phía bắc. Sau đó vùng này được chuyển đến trung tâm Brisbane ngày nay vào năm 1825, những di dân tự do được phép định cư từ năm 1842. Nó trở thành thủ phủ của bang khi Queensland được tuyên bố là thuộc địa riêng biệt vào năm 1859. Thành phố này chậm phát triển cho đến tận sau chiến tranh thế giới thứ hai, khi đó, với vai trò là Tổng hành dinh Tây Nam Thái Bình Dương của Tướng Douglas MacArthur, thành phố trở thành yếu tố chủ chốt trong chiến dịch của quân Đồng Minh.

## Vùng ngoại ô
Thành phố Brisbane bao gồm các khu định cư sau:

### Vùng ngoại ô
- Bardon
- Bowen Hills
- Brisbane
- East Brisbane
- Fortitude Valley
- Herston
- Highgate Hill
- Kangaroo Point
- Kelvin Grove
- New Farm
- Newstead
- Paddington
- Petrie Terrace
- Red Hill
- South Brisbane
- Spring Hill
- Teneriffe
- West End
- Woolloongabba

Tổng cộng: 19

### Vùng ngoại ô phía Bắc
- Albion
- Alderley
- Ascot
- Aspley
- Bald Hills
- Banyo
- Boondall
- Bracken Ridge
- Bridgeman Downs
- Brighton
- Brisbane Airport
- Carseldine
- Chermside
- Chermside West
- Clayfield
- Deagon
- Eagle Farm
- Everton Park
- Fitzgibbon
- Gaythorne
- Geebung
- Gordon Park
- Grange
- Hamilton
- Hendra
- Kedron
- Keperra
- Lutwyche
- McDowall
- Mitchelton
- Myrtletown
- Newmarket
- Northgate
- Nudgee
- Nudgee Beach
- Nundah
- Pinkenba
- Sandgate
- Shorncliffe
- Stafford
- Stafford Heights
- Taigum
- Virginia
- Wavell Heights
- Wilston
- Windsor
- Wooloowin
- Zillmere

Tổng cộng: 48

### Vùng ngoại ô phía Nam
- Acacia Ridge
- Algester
- Annerley
- Archerfield
- Burbank
- Calamvale
- Coopers Plains
- Darra
- Doolandella
- Drewvale
- Durack
- Dutton Park
- Eight Mile Plains
- Ellen Grove
- Fairfield
- Forest Lake
- Greenslopes
- Heathwood
- Holland Park
- Holland Park West
- Inala
- Karawatha
- Kuraby
- Larapinta
- MacGregor
- Mackenzie
- Mansfield
- Moorooka
- Mount Gravatt
- Mount Gravatt East
- Nathan
- Pallara
- Parkinson
- Richlands
- Robertson
- Rochedale
- Rocklea
- Runcorn
- Salisbury
- Seventeen Mile Rocks
- Sinnamon Park
- Stretton
- Sumner
- Sunnybank
- Sunnybank Hills
- Tarragindi
- Tennyson
- Upper Mount Gravatt
- Wacol
- Willawong
- Wishart
- Yeerongpilly
- Yeronga

Tổng cộng: 54

### Vùng ngoại ô phía Đông
- Balmoral
- Belmont
- Bulimba
- Camp Hill
- Cannon Hill
- Carina
- Carina Heights
- Carindale
- Chandler
- Coorparoo
- Gumdale
- Hawthorne
- Hemmant
- Lota
- Lytton
- Manly
- Manly West
- Moreton Island
- Morningside
- Murarrie
- Norman Park
- Port of Brisbane
- Ransome
- Seven Hills
- Tingalpa
- Wakerley
- Wynnum
- Wynnum West

Tổng cộng: 28

### Vùng ngoại ô phía Tây
- Anstead
- Ashgrove
- Auchenflower
- Banks Creek
- Bellbowrie
- Brookfield
- Chapel Hill
- Chelmer
- Chuwar
- Corinda
- England Creek
- Enoggera
- Enoggera Reservoir
- Ferny Grove
- Fig Tree Pocket
- Graceville
- Indooroopilly
- Jamboree Heights
- Jindalee
- Karana Downs
- Kenmore
- Kenmore Hills
- Kholo
- Lake Manchester
- Middle Park
- Milton
- Moggill
- Mount Coot-tha
- Mount Crosby
- Mount Ommaney
- Oxley
- Pinjarra Hills
- Pullenvale
- Riverhills
- Sherwood
- Sinnamon Park
- St Lucia
- Taringa
- The Gap
- Toowong
- Upper Brookfield
- Upper Kedron
- Westlake

Tổng cộng: 43

### Vịnh Moreton
- Bulwer
- Cowan Cowan
- Kooringal
- Moreton Island

Tổng cộng: 4